# Титов, Нил Михайлович
Титов, Нил Михайлович (1804 - 16 марта 1866) - генерал-майор, кавалер ордена Святого Георгия 4-го класса.

## Биография
Родился в 1804 г., воспитание получил в морском кадетском корпусе, в который поступил в апреле 1817 г. и через пять лет окончил его курс гардемарином. Произведенный в феврале 1821 г. в мичманы, он был определен на фрегат "Помощный", в состав офицерской команды которого то плавал в Финском заливе, то крейсировал в водах Немецкого моря вплоть до 1827 г., когда был перемещен на корабль "Александр Невский", на нем перешел из Кронштадта в Портсмут, а оттуда в эскадре контр-адмирала гр. Л. П. Гейдена (впоследствии главного командира Ревельского порта) — в Средиземное море, где принял участие в Наваринском сражении, за что удостоился получить орден св. Анны 4-й ст. с надписью "За храбрость". В течение ближайших затем четырех лет Т. на том же корабле продолжал крейсировать в Архипелаге, причем был участником блокады Дарданелл и только по ее снятии возвратился в Кронштадт, где 11 января 1831 г. получил лейтенантский чин. В 1838 г. он был переведен в Свеаборг, на рейде которого в продолжение четырех лет нес брандвахтенную службу в составе офицерской команды брига "Агамемнон", после чего одновременно с производством в капитан-лейтенанты (19 апреля 1842 г.) был назначен командиром парохода "Проворный", которым оставался до 1846 г. Награжденный орденами Св. Станислава 3-йст. и "за 18 морских кампаний" Георгия 4-го класса, T. получил в командование другой пароход "Неву" (1848 г.), которым начальствовал до декабря следующего года, когда был назначен командиром 3-го рабочего экипажа вместе с переименованием в майоры. Оставаясь в той же должности, 26 марта 1860 г. был произведен в полковники, а через несколько месяцев зачислен по резервному флоту. Генерал-майорский чин T. получил 30 августа 1861 г. одновременно с увольнением от службы. [1]